# Alfredo Balducci
Alfredo Balducci (Livorno, 21 agosto 1920 – Milano, 23 febbraio 2011) è stato un drammaturgo italiano.

## Biografia
Ha scritto molti testi teatrali, percorrendo soprattutto i generi ironico e satirico, di cui una ventina sono stati rappresentati.
Tra i primi I dadi e l'archibugio, andato in scena nel 1960/61 al Teatro Stabile di Trieste e L'equipaggio della Zattera, allestito nel 1962 dal Piccolo Teatro di Milano, L'eredità, messo in scena nel 1980 al Teatro Sistina di Roma e trasmessa da Rai Due.
Alcuni dei suoi testi sono stati tradotti in francese, inglese, spagnolo, sloveno, ceco, russo, greco, romeno, albanese e serbocroato. Molti di questi testi sono stati rappresentati in Paesi stranieri.
Diverse sue opere sono pubblicate su riviste teatrali italiane, quali Sipario, Il dramma, “Ridotto e nella collana Teatro italiano contemporaneo, a cura della Società Italiana Autori Drammatici. Suoi lavori teatrali sono presenti anche su riviste teatrali internazionali, mentre sono andati in onda, oltre che sulla Rai, anche sulle emittenti nazionali di Iugoslavia, Svizzera, e Grecia.
Roberto Rebora ha pubblicato su di lui una monografia critica apparsa nella Rivista italiana di drammaturgia.

## Opere più importanti
- Gente sulla piazza (1949)
- I dadi e l'archibugio (1960)
- L'equipaggio della Zattera (1962)
- Don Giovanni al rogo (1967)
- Il vento e i giorni (1969)
- La nuova isola (1973, premio Riccione)
- Correnti nella baia (1979, premio Pirandello di Agrigento)
- L'eredità (1980)
- Incontro al Carrobbio (1981)
- Amilcare Riccotti, capocomico (1983)
- Labirinto (1984)

## Riconoscimenti
Balducci ha ricevuto nove primi premi teatrali.
Sette sono quelli vinti in Italia: Riccione, Pirandello di Agrigento, Istituto del Dramma Italiano, Anticoli Corrado, Pozzale, Giuseppe Fava e Luigi Antonelli.
Due sono quelli internazionali: il "Pirandello – Brecht project" di New York dell'aprile 1997, dove è stato rappresentato nel novembre 1998, e l'“Onassis – Distinction Prize 2006” di Atene.